# Ghenadie Olexici
Ghenadie Olexici, né le 23 août 1978 à Chișinău en Moldavie, est un footballeur international moldave, qui évoluait au poste de défenseur.
Il compte 42 sélections en équipe nationale entre 2001 et 2007.

## Biographie

### Carrière de joueur
Avec le club du Zimbru Chișinău, il remporte deux championnats de Moldavie, et deux coupes de Moldavie.
Avec cette même équipe, il dispute 2 matchs en Ligue des champions et 12 matchs en Coupe de l'UEFA.

### Carrière internationale
Ghenadie Olexici compte 42 sélections avec l'équipe de Moldavie entre 2001 et 2007. 
Il est convoqué pour la première fois par le sélectionneur national Alexandru Spiridon pour un match amical contre le Portugal le 15 août 2001 (défaite 3-0). Il reçoit sa dernière sélection le 17 novembre 2007 contre la Hongrie (victoire 3-0).

## Palmarès
- Avec le Zimbru Chișinău :
  - Champion de Moldavie en 1999 et 2000
  - Vainqueur de la Coupe de Moldavie en 2003 et 2004